# I.N.R.I.
|  | Denne artikel omhandler en film, for selve forkortelsen se INRI |
I.N.R.I. er en tysk stumfilm fra 1923 af Robert Wiene.

## Medvirkende
- Gregori Chmara som Jesus Christ
- Henny Porten som Maria
- Asta Nielsen som Maria Magdalena
- Werner Krauss som Pontius Pilatus
- Emanuel Reicher som Caiaphas
- Alexander Granach som Judas Ischariot